# شهرستان بخمل
ناحیهٔ بخمل (به ازبکی: Bakhmal District) یک ناحیه در ازبکستان است که در ولایت جیزک واقع شده‌است. ناحیه بخمل ۱٬۸۶۰ کیلومتر مربع مساحت و ۱۱۲٬۵۰۰ نفر جمعیت دارد.